# Лукас Баррос
Лукас Баррос да Кунья (порт. Lucas Barros da Cunha, нар. 21 серпня 1999, Ріо-де-Жанейро) — бразильський футболіст, захисник сербського клубу «Воєводина». Виступав також за низку бразильських і закордонних клубів.

## Ігрова кар'єра
Лукас Баррос народився 1999 року в Ріо-де-Жанейро, та є вихованцем футбольної школи місцевого клубу «Ботафогу». У 2019 році Лукас розпочав грати в основній команді клубу, в якій виступав до 2021 року, взявши участь у 12 матчах чемпіонату. У 2021 році футболіст перейшов до португальського клубу «Спортінг» (Ковільян), у якому грав до 2022 року. У 2022 році бразилець перейшов до іншого португальського клубу «Жіл Вісенте», однак у ньому не став гравцем основного складу, і в 2023 році клуб віддав футболіста в оренду до португальського клубу «Тондела». З 2024 року Лукас на правах постійного контракту грає в сербському клубі «Воєводина».